# Водоёмы Пакистана
В Пакистане имеется несколько естественных и искусственных озёр и водоёмов. Самое большое озеро в Пакистане — озеро Манчар, которое также является самым большим пресноводным озером Южной Азии. Озеро простирает водную гладь на территории свыше 350 квадратных километров. Озеро, находящееся выше всех остальных озёр в стране над уровнем моря, — озеро Раш. С альтитудой, равной 4700 метров, оно находится на 25 месте в мире среди озёр с самой большой абсолютной высотой. Следующее озеро по этому показателю — озеро Карамбар, альтитуда которого составляет 4272 метра. Оно находится на 31 месте в мире среди высокогорных озёр.

## Естественные озёра
| Название                  | Фотография | Альтитуда   | Расположение                                                                    | Описание | Примечания          |
| ------------------------- | ---------- | ----------- | ------------------------------------------------------------------------------- | --- | ------------------- |
| Ансу                      |            | 4126 метров | Долина Кагхан, Округ Маншехра, Хайбер-Пахтунхва 34°48′53″ с. ш. 73°40′33″ в. д. | Озеро Ансу расположено в Гималайских хребтах неподалёку от места, называемого «Королевой гор». | [ 3 ]               |
| Аттабад                   |            | -           | Долина Хунза, Хайбер-Пахтунхва 36°20′12″ с. ш. 74°52′03″ в. д.                  | Озеро, также известное как озеро Хунза, было образовано в январе 2010 года в результате сильных оползней, перекрывших реку Хунза. | [ 3 ]               |
| Багхсар                   |            | 975 метров  | Долина Самахни, Округ Бхимбер 33°02′42″ с. ш. 74°11′50″ в. д.                   | Длина озера достигает почти 500 метров. Возвышается над долиной Бандала. | [ 4 ]               |
| Боритх                    |            | 2600 метров | Каримабад, Гилгит-Балтистан 36°25′51″ с. ш. 74°51′46″ в. д.                     | | [ 5 ] [ 6 ]         |
| Читта Ката                |            | 3962 метра  | Долина Шонтер, Азад Кашмир 34°55′08″ с. ш. 74°31′17″ в. д.                      | | [ 7 ]               |
| Дригх                     |            | -           | Округ Камбар-Шахдадкот, Синд 27°34′05″ с. ш. 67°55′48″ в. д.                    | Расположено в 29 км от города Ларкана и в 7 км от города Камбар. | [ 8 ]               |
| Дудипатсар                |            | 3800 метров | Долина Кагхан,Хайбер-Пахтунхва 35°01′06″ с. ш. 74°05′22″ в. д.                  | Расположено на самом севере долины. «Дуди» переводится с урду как «белый», а «сар» как «озеро». | [ 9 ]               |
| Дудибач Сар               |            | -           | Долина Кагхан, Хайбер-Пахтунхва 35°01′00″ с. ш. 74°04′59″ в. д.                 | | [ 10 ]              |
| Хадеро                    |            | -           | Округ Татта, Синд 24°49′42″ с. ш. 67°51′37″ в. д.                               | Солоноватое озеро. В 1977 году было объявлено заповедником живой природы. Площадь озера 1321 га. | [ 11 ]              |
| Халеджи                   |            | -           | Округ Татта, Синд 24°48′10″ с. ш. 67°46′38″ в. д.                               | Расположено в 70 км от города Карачи, является самым крупным в Азии заповедником для семейства утиных. | [ 12 ] [ 13 ]       |
| Хамал                     |            | -           | Округ Камбар-Шахдадкот, Синд 27°26′56″ с. ш. 67°37′55″ в. д.                    | | [ 14 ]              |
| Ханна                     |            | 1898 метров | Кветта, Белуджистан 30°15′ с. ш. 67°06′ в. д.                                   | | [ 15 ]              |
| Каллар Кахар              |            | -           | Округ Чаквал, Пенджаб 32°47′ с. ш. 72°42′ в. д.                                 | Солоноватое озеро, расположенное на Соляном хребте в округе Чаквал, в 125 км от города Равалпинди. | [ 16 ]              |
| Карамбар                  |            | 4272 метра  | Долина Исхкоман, Гилгит-Балтистан 36°53′03″ с. ш. 73°42′44″ в. д.               | Озеро находится на 31 месте в мире по величине. Длина приблизительно 3,9 км, ширина 2 км, средняя глубина 52 метра. | [ 2 ] [ 17 ]        |
| Кинджхар                  |            | 21 метр     | Округ Татта, Синд 24°57′ с. ш. 68°03′ в. д.                                     | Одно из крупнейших пресноводных озёр Пакистана. События синдхской легенды о Нури Джам Тамачи развязывались неподалёку от озера, по сей день в центре озера на месте захоронения Нура стоит святыня.                                                                                           | [ 12 ] [ 15 ]       |
| Кхабеккикахар             |            | -           | Округ Хушаб, Пенджаб 32°37′19″ с. ш. 72°12′49″ в. д.                            | Это солоноватое озеро расположено в южной части Соляного хребта. Названо в честь близлежащей деревни. | [ 18 ]              |
| Кундол                    |            | 2743 метров | Долина Сват, Хайбер-Пахтунхва 35°19′57″ с. ш. 72°29′50″ в. д.                   | |                     |
| Шангри-ла (Нижняя Качура) |            | 2500 метров | Округ Скарду, Гилгит-Балтистан 35°25′40″ с. ш. 75°27′16″ в. д.                  | Расположено в 20 минутах езды от города Скарду. |                     |
| Лулусар                   |            | 3410 метров | Долина Наран, Хайбер-Пахтунхва 35°00′08″ с. ш. 73°09′02″ в. д.                  | Это озеро — главный источник воды реки Кунхар. В стороне от него располагается карликовое озеро. | [ 19 ]              |
| Маходанд                  |            | 2865 метров | Долина Калам, Хайбер-Пахтунхва 35°42′50″ с. ш. 72°39′01″ в. д.                  | | [ 20 ]              |
| Манчар                    |            | 34 метра    | Синд 26°25′00″ с. ш. 67°39′00″ в. д.                                            | Манчар — самое большое пресноводное озеро в Пакистане и одно из самых больших в Азии. Озеро находится на западе от реки Инд. Площадь варьируется в зависимости от сезона, опускаясь до 350 км2 и поднимаясь до 520 км2. Манчар вбирает в себя потоки с хребтов Криртхар и опустошается в Инд. | [ 12 ] [ 21 ]       |
| Намал                     |            | -           | Миянвали, Пенджаб 32°41′23″ с. ш. 71°48′24″ в. д.                               | Озеро занимает территорию в 5,5 км2, было образовано в 1913 году в результате строительства дамбы. | [ 22 ]              |
| Пайи                      |            | 2896 метров | Долина Кагхан, Хайбер-Пахтунхва 34°36′55″ с. ш. 73°29′12″ в. д.                 | Расположено недалеко от деревни Шогран, окружено горами Кашмир. | [ 23 ]              |
| Рама                      |            | 2600 метров | Долина Астор, Гилгит-Балтистан 35°19′51″ с. ш. 74°47′08″ в. д.                  | Озеро расположено в 9 км от долины Астор. | [ 24 ]              |
| Раш                       |            | 4694 метра  | Долина Нагар, Гилгит-Балтистан 36°07′50″ с. ш. 74°55′57″ в. д.                  | Это высокогорное озеро находится недалеко от вершины Раш Пари. Альтитуда 4694 метров делает Раш первым озером по этому показателю во всём Пакистане и одним из первых в мире. Расположено в 15 км на север от вершины Миар и Золотой вершины.                                                 | [ 2 ] [ 25 ]        |
| Сайфул Мулук              |            | 3224 метра  | Долина Кагхан, Хайбер-Пахтунхва 34°52′37″ с. ш. 73°41′37″ в. д.                 | Расположено на юге долины Кагхан. Площадь поверхность превышает 2,5 км2. С озером связано сказание о принце Сайфул Малуке. | [ 26 ]              |
| Сарал                     |            | 2500 метров | Долина Кагхан 34°57′46″ с. ш. 74°05′59″ в. д.                                   | К озеру можно добраться через долину Кагхан и долину Нилум. | [ 27 ]              |
| Сатпара                   |            | 2636 метров | Долина Скарду, Гилгит-Балтистан 35°14′02″ с. ш. 75°37′53″ в. д.                 | Одно из самых больших пресных озёр Пакистана. Источник воды города Скарду. | [ 28 ]              |
| Шандур                    |            | -           | Округ Гхизер, Гилгит-Балтистан                                                  | |                     |
| Шеосар                    |            | 4124 метра  | Равнина Деосай, Гилгит-Балтистан 34°59′30″ с. ш. 75°14′43″ в. д.                | Расположено на равнине Деосай, являющейся равниной с одной из самых больших абсолютных высот. | [ 2 ] [ 29 ] [ 30 ] |
| Шонтер                    |            | -           | Долина Нилум, Азад Кашмир 34°58′23″ с. ш. 74°30′46″ в. д.                       | |                     |
| Сири                      |            | 2591 метров | Долина Кагхан, Хайбер-Пахтунхва 34°37′52″ с. ш. 73°29′31″ в. д.                 | Расположено рядом с деревней Шогран в Сири, на пути к Пайи в долине Кагхан. | [ 31 ]              |
| Белый ручей               |            | -           | Долина Сват, Хайбер-Пахтунхва                                                   | | [ 32 ]              |
| Субри                     |            | -           | Музаффарабад, Азад Кашмир 34°19′26″ с. ш. 73°31′12″ в. д.                       | Расположено в 10 км от Музаффарабада, там где река Джелам расширяется, формируя озеро. Также известно как озеро Лангарпура. | [ 33 ]              |
| Учхали                    |            | -           | Долина Соан Сакасер, Соляной хребет 32°33′25″ с. ш. 72°01′31″ в. д.             | Это солоноватое озеро расположено в южной части Соляного хребта. |                     |
| Верхняя Качура            |            | 2500 метров | Округ Скарду, Гилгит-Балтистан 35°26′48″ с. ш. 75°26′44″ в. д.                  | Вокруг озера произрастает дикий абрикос. Глубина около 70 метров. |                     |

## Искусственные озёра и водоёмы
| Название              | Фотография | Альтитуда | Расположение                                                                           | Описание | Примечания |
| --------------------- | ---------- | --------- | -------------------------------------------------------------------------------------- | --- | ---------- |
| Банджоса              |            | 1981 метр | Округ Пунч, Азад Кашмир 33°48′38″ с. ш. 73°48′59″ в. д.                                | Банджоса — искусственный водоём и достопримечательность вблизи города Равалакот округа Багх в Азад Кашмире. | [ 34 ]     |
| Водохранилище Чотиари |            | -         | Округ Сангхар, Синд 26°08′46″ с. ш. 69°09′40″ в. д.                                    | Расположено в 35 км от города Сангхар одноименного округа. | [ 35 ]     |
| Водохранилище Хуб     |            | -         | Карачи и Округ Ласбела на границе Синда и Белуджистана 25°16′48″ с. ш. 67°07′44″ в. д. | Искусственный водоём в 56 км от города Карачи. | [ 36 ]     |
| Водохранилище Мангла  |            | -         | Округ Мирпур, Азад Кашмир 33°11′56″ с. ш. 73°45′04″ в. д.                              | Искусственный водоём неподалёку от города Мирпур. | [ 37 ]     |
| Равал                 |            | -         | Федеральная столичная территория 33°42′10″ с. ш. 73°07′34″ в. д.                       | Этот искусственный водоём простирается на территории свыше 8,8 км2, является одним из важнейших источников воды для жителей Исламабада и Равалпинди. Озеро расположено в специально отведенном участке заповедника «Холмы Маргаллы». | [ 38 ]     |
| Водохранилище Симли   |            | -         | Исламабад 33°44′05″ с. ш. 73°20′05″ в. д.                                              | Расположено в 30 км от Исламабада. Озеро сформировалось из талых снегов и ручьёв гор Мурри. Озеро Симли — крупнейший источник питьевой воды для жителей Исламабада.                                                                  | [ 39 ]     |
| Водохранилище Тарбела |            | -         | Округ Харипур, Хайбер-Пахтунхва 34°07′59″ с. ш. 72°48′29″ в. д.                        | Расположено неподалёку от города Халабат в горных хребтах Тарбела. |            |